# Wembach
Wembach ist eine Gemeinde im Landkreis Lörrach in Baden-Württemberg. Sie gehört dem Gemeindeverwaltungsverband Schönau im Schwarzwald an.
Mit 1,8 km² ist Wembach die flächenmäßig kleinste Gemeinde Baden-Württembergs.

## Geografie

### Lage
Die Gemeinde Wembach liegt an der Mündung des Böllenbachs in die Wiese im Südschwarzwald.

### Nachbargemeinden
Die Gemeinde grenzt im Norden an die Stadt Schönau im Schwarzwald und ist ansonsten vom Gebiet der Gemeinde Fröhnd umgeben. Mit einer Exklave grenzt sie zudem an die Gemeinden Böllen und Kleines Wiesental.

### Gemeindegliederung
Zur Gemeinde Wembach gehören das Dorf Wembach und der Weiler Schindeln. Außerdem gehören zwei Exklaven im Südwesten zum Gemeindegebiet: einerseits das ca. 21 Hektar große Walddistrikt Oberer Wald südlich des Silberbächles, andererseits bilden die ebenfalls weitgehend bewaldeten Gewanne Hinter-Berg und Hinter-Wald eine etwa 11 ha große Exklave westlich des Böllenbachs.

## Geschichte
Wembach entstand im Zuge der Rodung im Oberen Wiesental etwa in der Mitte des 11. Jahrhunderts. Grundbesitzer war das Kloster St. Blasien, die erste urkundliche Erwähnung erfolgte 1352 in einem sankblasischen Berain als Wendwag. In einem weiteren Berain 1374 wurde auch der heutige Ortsteil Schindeln als zur den schindlen erstmals erwähnt. Während dieses damals ein einzelner Hof war, werden für Wembach unter anderem eine Mühle, Äcker und sieben Häusern genannt. Im 13. Jahrhundert kam der sankblasische Besitz unter die Vogtei der Habsburger und dadurch später zu Vorderösterreich. Wembach war Teil der Talvogtei Schönau und dort wiederum zur Geschworenei Grafschaft gehörig. 1809 wurde die Talvogtei aufgelöst und die Geschworenei Grafschaft in vier Vogteien aufgeteilt, wovon eine Wembach war, das damit eine selbständige Kommune wurde. 
1806 wurde Wembach badisch und wurde 1807 dem neu gebildeten Bezirksamt Schönau zugeteilt. Nach Auflösung des Bezirksamtes Schönau wurde Wembach dem Bezirksamt Schopfheim zugeordnet und kam nach dessen Auflösung 1924 zum Landkreis Lörrach.
Seit den 1970er Jahren existiert im Ort ein Gewerbegebiet, in den 1990er Jahren folgte das Baugebiet Trudmättle.

## Bevölkerung

### Einwohnerentwicklung
Die Zahl der Einwohner von Wembach entwickelte sich wie folgt:
| Jahr | Einwohner |
| ---- | --------- |
| 1852 | 255       |
| 1871 | 215       |
| 1880 | 207       |
| 1890 | 206       |
| 1900 | 208       |
| 1910 | 209       |
| 1925 | 196       |
| 1933 | 188       |
| 1939 | 173       |

| Jahr | Einwohner |
| ---- | --------- |
| 1950 | 211       |
| 1956 | 191       |
| 1961 | 206       |
| 1970 | 218       |
| 1980 | 258       |
| 1990 | 263       |
| 2000 | 276       |
| 2010 | 326       |
| 2020 | 335       |

| Jahr | Einwohner |
| ---- | --------- |
| 2023 | 322       |

### Religion
In Wembach – wie in allen ehemaligen sanktblasischen Besitzungen – dominiert bis heute die katholische Konfession. 
Die Katholiken des Dorfes werden seit 2012 von der Katholischen Seelsorgeeinheit Oberes Wiesental im Dekanat Wiesental der Erzdiözese Freiburg betreut.
Die Evangelische Pfarrgemeinde Schönau im Schwarzwald der Evangelischen Landeskirche in Baden betreut die evangelischen Christen.

## Politik

### Gemeinderat
Der Gemeinderat von Wembach hat acht Mitglieder. Er besteht aus den ehrenamtlichen Gemeinderäten und dem Bürgermeister als Vorsitzendem. Der Bürgermeister ist im Gemeinderat stimmberechtigt. 
Bei der Kommunalwahl am 9. Juni 2024 wurde der Gemeinderat durch Mehrheitswahl gewählt. Mehrheitswahl findet statt, wenn kein oder nur ein Wahlvorschlag eingereicht wurde. Die Bewerber mit den höchsten Stimmenzahlen sind dann gewählt. Die Wahlbeteiligung betrug 70,0 % (2019: 75,1 %).

### Bürgermeister
2018 wurde Christian Rüscher als Bürgermeister wiedergewählt.

### Wappen
Blasonierung: „In Silber eine durchgehende blaue Wellendeichsel.“ Das Wappen wurde 1902 vom Generallandesarchiv Karlsruhe entworfen und symbolisiert die Einmündung des Böllenbachs in die Wiese.

## Kultur und Sehenswürdigkeiten
Museum

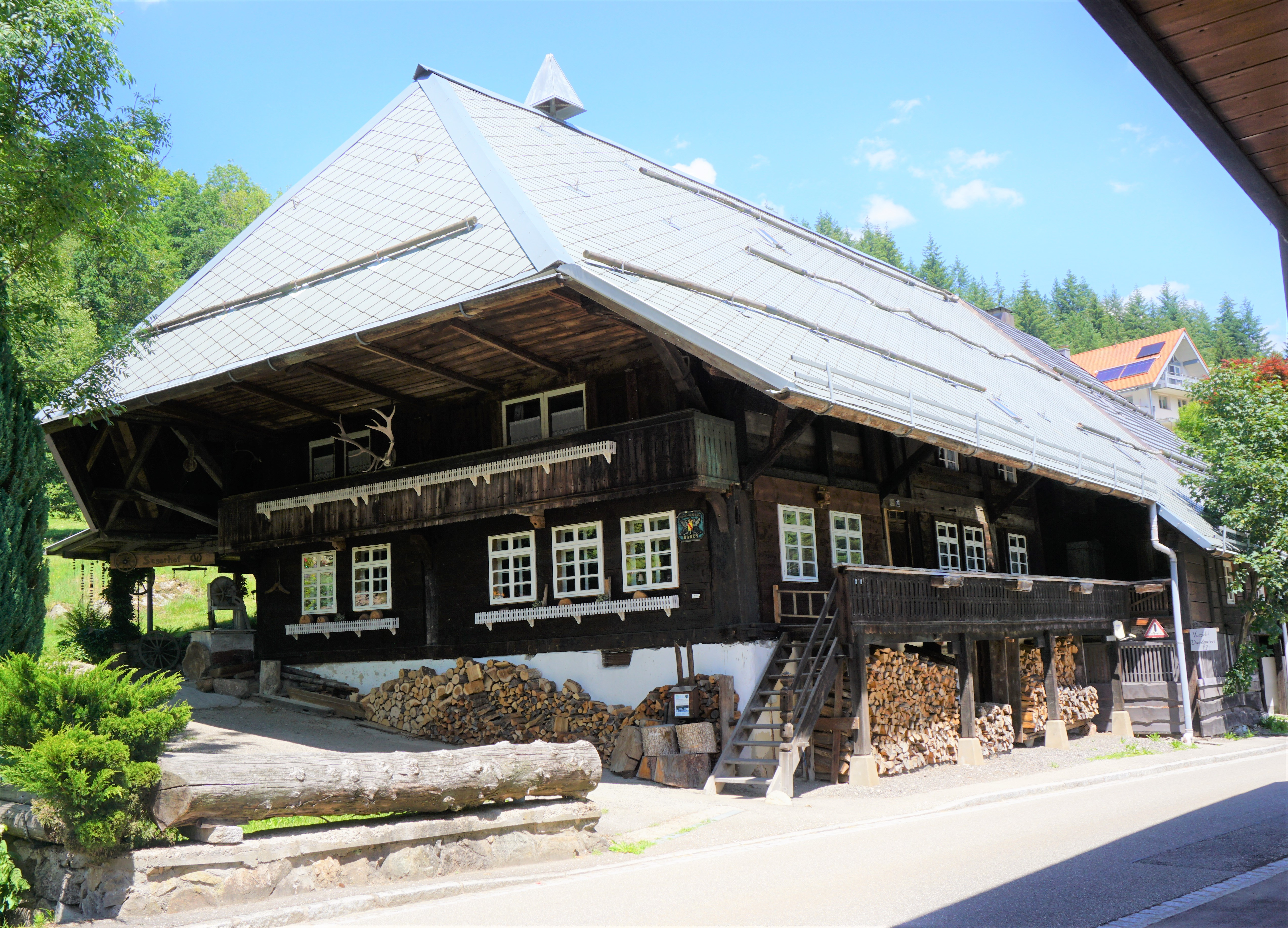
Bauernhausmuseum Segerhof

Im Dorf steht das Bauernhausmuseum Segerhof, der als Kulturdenkmal von besonderer Bedeutung eingestuft wird und um 1860 erbaut wurde. Lage
Natur
Nahe dem Weiler Schindeln (aber zur Gemeinde Fröhnd gehörig) befindet sich der Sägenbach-Wasserfall kurz vor der Einmündung des Sägenbachs in den Böllenbach.Lage

## Wirtschaft und Infrastruktur

### Ansässige Unternehmen
Größter Arbeitgeber im Dorf ist der Automobilzulieferer Hella Innenleuchten-Systeme (HIS), der 2025 aus wirtschaftlichen Gründen einen deutlichen Abbau von Arbeitsplätzen ankündigte.

### Verkehr
Durch Wembach führt die Bundesstraße 317 (Titisee-Neustadt – Todtnau – Lörrach). Auf dieser Strecke verkehrt auch die Buslinie 7300 der SBG. Bis 1966 war der Ort durch die Bahnstrecke Zell im Wiesental–Todtnau an das Schienennetz angebunden. Nach Osten führt die L 131 über Böllen und den Hau in den Ortsteil Neuenweg der Gemeinde Kleines Wiesental.
Durch Wembach führt der 54 Kilometer lange Wiesental Radweg, der von Todtnau kommend quer durch den Landkreis Lörrach bis nach Basel führt.

### Bildungseinrichtungen
In Wembach gibt es weder Kindergarten noch Schule. Grund- und Hauptschüler besuchen die Schule im nahe gelegenen Schönau im Schwarzwald, dort gibt es auch ein Gymnasium. Die nächstgelegene Realschule befindet sich in Zell im Wiesental.